# Biritch
El Biritch (birich, biryuch en ruso: бирич, бирюч) en la Rus de Kiev era un heraldo, un locutor de la voluntad del kniaz, a veces el segundo del kniaz en asuntos políticos o diplomáticos, o recolector de impuestos. Un birich viajaba por los asentamientos, tocaba una corneta o un cuerno en el centro de la plaza o jardín para reunir a la gente y leer el anuncio.
La palabra posiblemente derive de la palabra túrquica para «cornetista», «cuernista» (en turco moderno: borucu, borazancı). Otras hipótesis intentan fundamentar el significado en las interpretaciones de la raíz bir-, que significa «tomar» en idiomas eslavos, derivándose el significado «recolector de impuestos».
El Birich es mencionado en manuscritos eslavos orientales desde el siglo X y hasta finales del siglo XVII. La crónica laurentiana menciona cerca del año 992 que el kniaz Vladímir de Kiev, cuando buscaba un voluntario para pelear contra un baghatur pechenego había enviado un birich en sus regimientos. Zares posteriores de Moscovia anunciaron varios ukazes mediante birichi. Cabezas de la iglesia también usaban birichi para anunciar sus decretos. Un birich debía hacer un anuncio en la plaza, no solo una vez sino varias, a veces durante meses. Otros administradores posteriores (namestniki, voivodas, etc.) tenían birichi en su personal, como se menciona en las nóminas.
La palabra «biritch» es el nombre de un juego de cartas del siglo XIX. Aunque se dice que se originó en Rusia, no se ha descubierto suficiente evidencia que lo compruebe. Se considera el precursor del bridge.